# Johanna Kuzia
Johanna Kuzia (* 6. Januar 1916 in Berlin; † nach 1988) war eine deutsche Politikerin (SED). Sie war stellvertretende Oberbürgermeisterin von Ost-Berlin und Bürgermeisterin des Berliner Stadtbezirks Weißensee.

## Leben
Kuzia wurde als Tochter eines Bauarbeiters und einer Näherin in Berlin-Lichtenberg geboren. Sie gehörte ab 1926 der Kinderriege in der  Arbeitersportbewegung an. Nach der Schule erlernte sie den Beruf der Verkäuferin und arbeitete als Lageristin und Verkäuferin im Textilhandel.
Nach dem Zweiten Weltkrieg begann sie 1945 als Hilfsvermittlerin im Arbeitsamt Lichtenberg. Sie wurde Mitglied der KPD und des FDGB. 1946 trat sie der SED bei. Sie wurde 1947 zum Betriebsrat gewählt und übernahm die Frauenarbeit im FDGB-Kreisvorstand Lichtenberg. Nach dem Besuch von Gewerkschafts- und Parteischulen wechselte sie 1949 zur Staatlichen Kontrolle über. Im Februar 1953 wurde sie in die „Volksvertretung von Groß-Berlin“ berufen und zur Stellvertreterin des Oberbürgermeisters ernannt. Sie war für das  Arbeitsgebiet der Gesundheitspolitik des Magistrats verantwortlich. Diese Funktion übte sie zu ihrer Ablösung durch Herbert Fechner im Oktober 1957 aus. Bei den Wahlen am 17. Oktober 1954 wurde sie über die Einheitsliste in die Berliner Stadtverordnetenversammlung gewählt. Nach dem Besuch der Parteihochschule „Karl Marx“ war sie ab 1958 zunächst stellvertretende Bezirksbürgermeisterin und ab 14. April 1959 Vorsitzende des Rates des Stadtbezirks Berlin-Weißensee.
Neben Erich Honecker und Erich Mielke war sie förderndes Mitglied des BFC Dynamo. Sie schloss 1967 ein Fernstudium an der Martin-Luther-Universität Halle-Wittenberg ab. Nach mehr als zehn Jahren trat sie am 20. Mai 1969 aus Gesundheitsgründen als Stadtbezirksbürgermeisterin zurück. Johanna Kuzia wirkte zuletzt als Sekretär der SED-Wohnparteiorganisation des Lichtenberger Wohnbezirks 49.
Im Jahr 1988 begann das Berliner Stadtarchiv mit der Veröffentlichung von Erinnerungsberichten von ehemaligen Abgeordneten, Stadträten, Stadtbezirksbürgermeistern und weiteren Persönlichkeiten über die Zeit ab 1949. Dabei kam auch Johanna Kuzia in einem Tonbandprotokoll zu Wort.

## Auszeichnungen
- 1964 Vaterländischer Verdienstorden in Bronze und 1976 in Silber
- 1965 Erinnerungsmedaille 20. Jahrestag der Bodenreform – demokratische Bodenreform
- 1966 Ehrennadel des DTSB in Gold